# 普雷里霍姆鎮區 (密蘇里州庫珀縣)
普雷里霍姆鎮區（英語：Prairie Home Township）是位於美國密蘇里州庫珀縣的一個行政鎮區。

## 地方資料
普雷里霍姆鎮區的面積為85.46平方千米，當中陸地面積為85.39平方千米，而水域面積為0.07平方千米。根據2020年美國人口普查的數據，當地共有人口777人，而人口密度為每平方千米9.09人。